# Vas canopi
|  | Per a altres significats, vegeu «Vas canopi (etruscs)». |

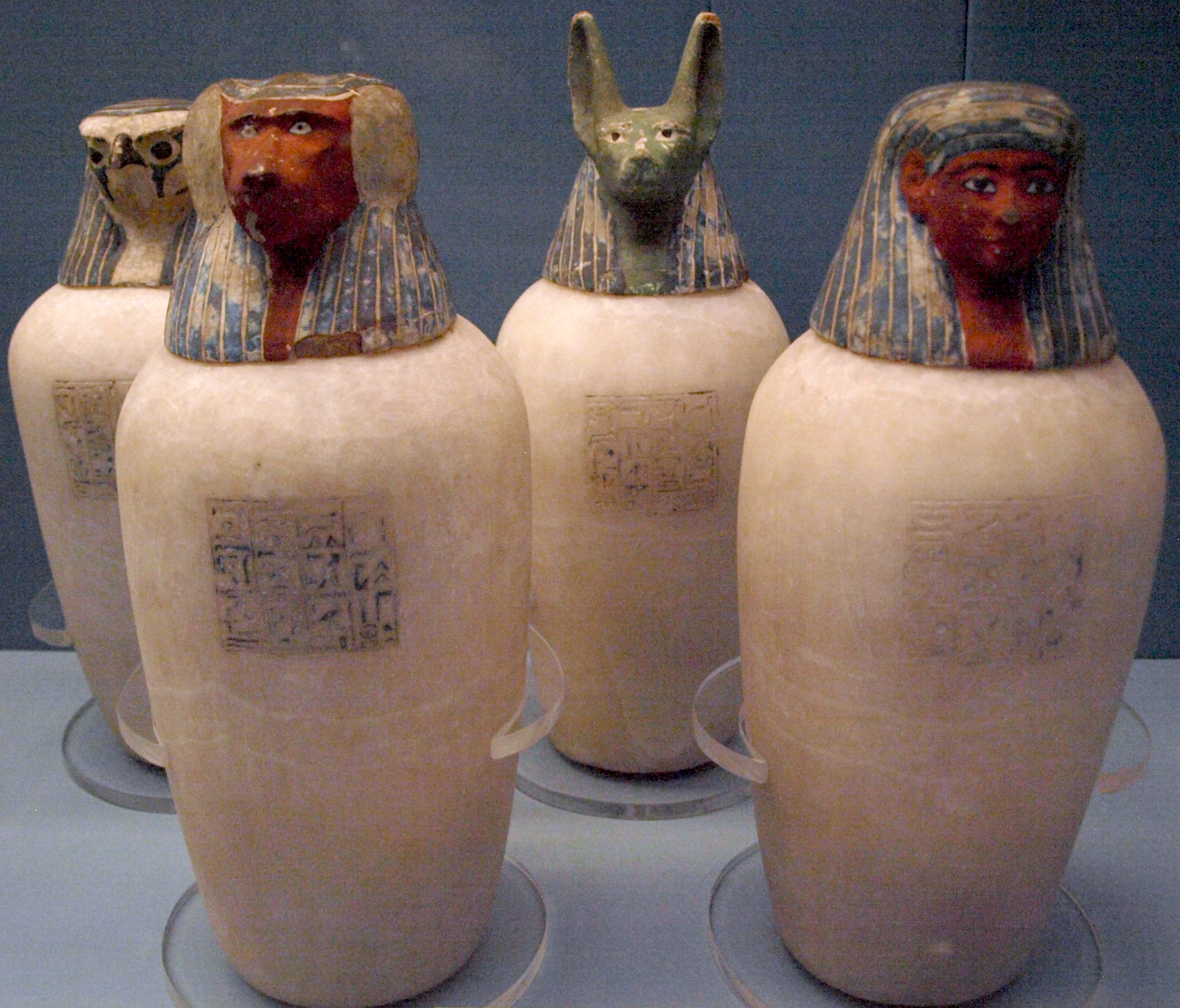
Vasos canopis de Neskhons

A l'antic Egipte, els vasos canopis eren els recipients on els embalsamadors dipositaven les vísceres del difunt (l'estómac, el fetge, els intestins, i els pulmons).
Els antics egipcis feien servir els recipients canopis durant el procés de momificació, per emmagatzemar i preservar les vísceres del seu propietari per a la vida després de la mort. Normalment es tallaven en pedra calcària o bé eren de ceràmica. Aquests pots eren utilitzats pels antics egipcis des de l'època del Regne Antic d'Egipte, fins a l'època del Baix imperi d'Egipte o Període Ptolemaic, moment en què les vísceres eren simplement embolcallades i col·locades amb el cos. Les vísceres no es guardaven en un sol vas canopic: cada pot estava reservat per a òrgans concrets. El terme canopic reflecteix l'associació errònia dels primers egiptòlegs amb la llegenda grega de Canobus, el capità del vaixell de Menelau en el viatge a Troia, "que va ser enterrat a Canous, al Delta, on era adorat en forma de pot". En versions alternatives, el nom deriva de la localització Canopus (ara Abukir) a l'oest del delta del Nil prop d'Alexandria, on les gerres amb cap humà eren adorades com a personificacions del déu Osiris.
Les gerres canopes de l'Imperi Antic poques vegades tenien una inscripció i tenien una tapa senzilla. A l'Imperi Mitjà les inscripcions es van fer més habituals, i les tapes sovint tenien forma de caps humans. A la dinastia XIX, cadascuna de les quatre tapes representava un dels quatre fills d'Horus, com a guardians dels òrgans.
Els primers vasos canopis estan datats de vers el 2000 aC. Normalment estaven fets d'alabastre però també se'n poden trobar de fusta, guix o ceràmica. Des de l'Imperi Nou, els vasos canopis eren representats pels caps dels quatre fills d'Horus, ja que es considerava que cadascun d'ells protegiria l'òrgan corresponent.
- Duamutef: es representava amb forma de cap de xacal que corresponia al déu Anubis (déu de la momificació), el qual guardava l'estómac, es considerava que el protegia la deessa Neith i la seva posició era mirant en direcció est.
- Amset: es representava en forma de cap humà, guardava el fetge, el protegia Isis i estava orientat en direcció sud.
- Kebehsenuf: amb forma de cap de falcó corresponent al déu Horus(deu de la guerra i del cel), guardava els intestins protegits per la deessa Selkis i mirava en direcció oest.
- Hapi: tenia la forma d'un cap de babuí, guardava els pulmons, estava protegit per la deessa Neftis i la seva posició era mirant cap al nord.

Tots quatre s'introduïen en una caixa de fusta i eren col·locats al costat o als peus dels sarcòfag per protegir el faraó.
Els etruscs també produïren osseres antropomorfes que recordaven la figura del difunt entre el segle vii aC i el segle iv aC.